# Formación Huitrera
La formación Huitrera es una formación geológica constituida por rocas volcánicas y sedimentarias, aflorante en las provincias de Neuquén, Río Negro y Chubut, en Argentina.

## Antecedentes
La formación lleva el nombre de Formación Huitrera a partir de las volcanitas paleógenas aflorantes en el cerro homónimo de la región del río Chico, al sur de la provincia de Río Negro. Sin embargo, a lo largo del tiempo han surgido distintas propuestas para denominar a esta unidad tales como Formación Auca Pan, Serie de Nahuel Huapi, y Formación Nahuel Huapi.
En esta unidad se han realizado numerosos estudios radimetricos con el fin de conocer la evolución magmática en la Cordillera Patagónica. También, se han realizados estudios en las asociaciones metamórficas de bajo grado que se encuentran al sur de la localidad de Confluencia, en la provincia de Neuquén.

## Distribución areal
Las rocas correspondientes a la Formación Huitrera tienen una gran distribución espacial, abarcando desde el norte de Junín de los Andes hasta la el sureste de Bariloche, El Maitén y Esquel. Se extiende conformando una faja que abarca desde el norte del cordón de Chapelco, pasando por el lago Traful y el cerro Cuyín Manzano, y alcanzando prácticamente a cubrir toda la cuenca del río Limay, hasta el río Pichileufú. Se conocen afloramientos cercanos a la ciudad de San Martín de los Andes, que se encuentran expuestos debido a que sufrieron procesos de remoción en masa junto a importantes deslizamientos rotacionales. 

## Litología
La Formación Huitrera corresponde a una serie volcaniclástica y sedimentaria que supera un espesor de 1300m en el paso del Córdoba, en la Sierra de Cuyín Manzano y en el cordón de Chapelco. Esta unidad está compuesta por basaltos, andesitas, traquitas, ignimbritas, tobas dacíticas y riolíticas, con niveles de depósitos siliciclásticos intercalados (areniscas, conglomerados arcilitas carbonosos).
Lateralmente, resulta complejo definir su extensión ya que presenta una fuerte discontinuidad lateral y vertical. En consecuencia, dificulta definir su diferenciación composicional y textural. Sin embargo, se presentan como secuencias subhorizontales, compuestos por basaltos y andesitas que alternan con materiales tobáceos blanquecinos y coloreados, producto de la alteración.

## Relaciones estratigráficas
Los depósitos volcaniclásticos-sedimentarios de la Formación Huitera se encuentran por encima de la discordancia erosiva del basamento cristalino pérmico de la provincia de Río de Negro.
Por encima, se apoyan en discordancia angular los depósitos de las Formaciones Collón Curá y Caleufú.

## Edad y correlaciones

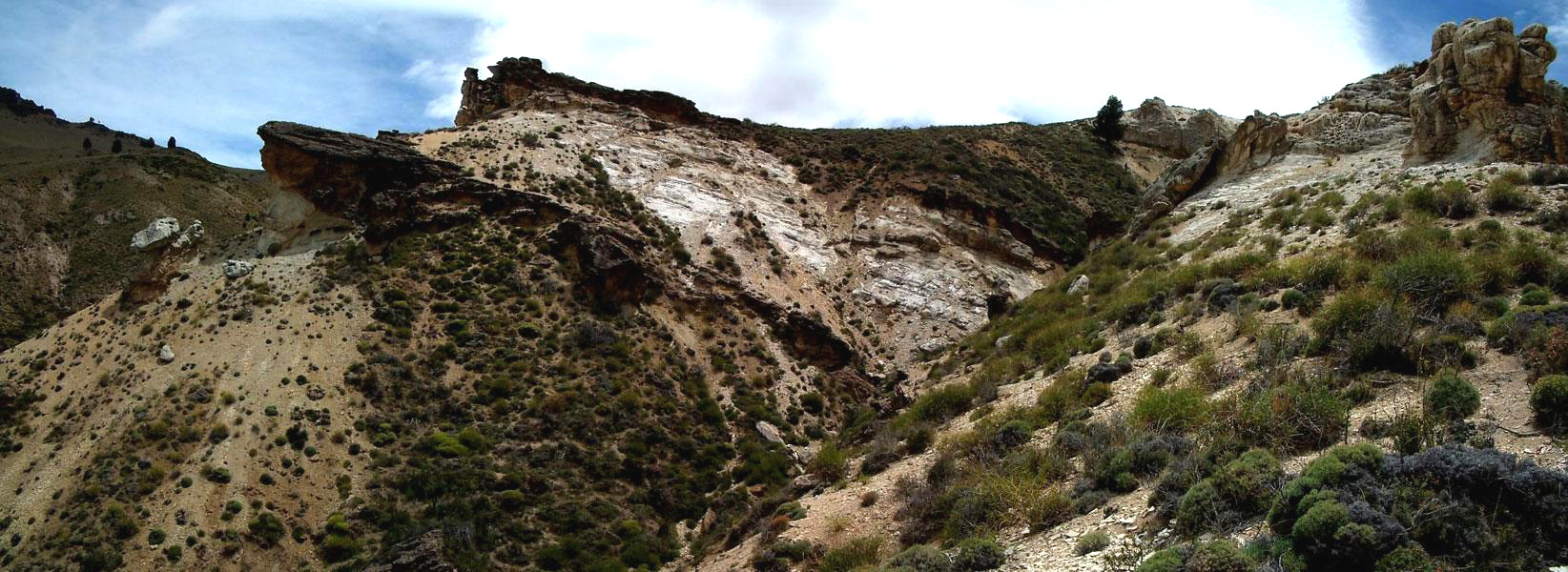
Formación Huitrera (Eoceno) cerca del arroyo Chacay.

Una gran cantidad de dataciones radímetricas se han realizado en esta unidad. A partir de las distintos análisis se constató que la edad de esta unidad está comprendida entre los 62 y 42 millones de años, por lo que corresponde al Paleoceno inferior a Eoceno medio.